# Kypčacko-kumanské jazyky
Kypčacko-kumanské jazyky jsou podskupinou Kypčackých jazyků.

## Dělení
- Kypčacko-kumanské jazyky
  - Ferganská Kipčakština - vymřelá
  - Karačajsko-balkarština
  - Karaimština
  - Krymčakština

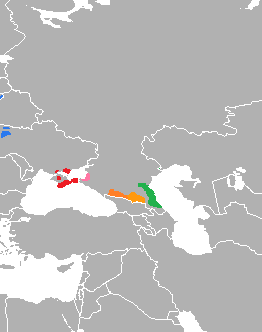
Mapa kypčacko-kumanských jazyků.

  - Krymská tatarština - příbuzná i s oghuzskými jazyky
  - Kumánština - vymřelá
  - Kumyčtina
  - Kipčačtina - vymřelá
  - Urumština - příbuzná i s oghuzskými jazyky